# Kállay István (történész)
Kállay István (Fülöpszállás, 1931. június 16. – Budapest, 1998. augusztus 17.) magyar történész, jogtörténész, genealógus, levéltáros, tanszékvezető egyetemi tanár, a székesfehérvári levéltár igazgatója, a Magyar Szent Korona Társaság főtitkára, a Magyar Heraldikai és Genealógiai Társaság elnöke, a történelemtudományok kandidátusa (1969), doktora (1977).

## Élete
1954-ben került a Baranya Megyei Levéltárba, mint segédlevéltáros lett, 1956 és 1959 között a Fejér Megyei Levéltár igazgatója volt. 1959-től hat éven át volt a Művelődésügyi Minisztérium Levéltári Osztályának magyar levéltári delegáltja a bécsi Haus-, Hof- und Staatsarchivban és a Hofkammerarchivban, majd az Országos Levéltár Feudáliskori Osztálya levéltárosaként tevékenykedett két éven át. 1967 és 1969 között a Népi Demokratikus Osztály osztályvezető-helyettese, 1970-től tíz éven át a Családi és Gyűjteményi Osztály vezetője. 1980-ban az Eötvös Loránd Tudományegyetem Bölcsészettudományi Kar Történelem Segédtudományai Tanszék tanszékvezető egyetemi tanára lett, haláláig egyetemi oktatóként dolgozott.
A Farkasréti temetőben nyugszik (948-3-2).

### Munkássága
18-19. századi várostörténettel foglalkozott, így főképp a Mária Terézia kori szabad királyi városok gazdálkodásával, továbbá közigazgatás történettel. Jelentős volt forráskiadói tevékenysége, a Levéltári Szemle szerkesztőbizottsági tagja volt (1960-1974), majd haláláig felelős szerkesztője. A magyarországi birtokigazgatás 1711 és 1848 közötti első monográfiájának elkészítése is az ő nevéhez köthető (1980). Szakmai álláspontjával szerepet vállalt a Szent Koronával ékesített magyar címer rendszerváltás utáni visszaállításához.

## Művei
- Az abszolutizmuskori pénzügyigazgatási levéltár (repertórium, összeállítás, 1970)
- Szabad királyi városok gazdálkodása Mária Terézia korában (1972)
- A Balassa család levéltára (Pataky Lajosnéval, repertórium, összeállítás, 1972)
- Kossuth Lajos, az ügyvéd (társszerzőkkel, 1978)
- A Festetics családi levéltár (repertórium, 1978)
- A magyarországi nagybirtok kormányzata 1711-1848 (1980)
- Úriszéki bíráskodás a XVIII-XIX. században (1985)
- A tagyosi Csapó család története (1985)
- A történelem segédtudományai (szerk., 1986)
- Fehérvár regimentuma, 1688-1849. A város mindennapjai (1988)
- Magyarország főméltóságai (1526-1848) (1988)
- Polgárdi (1989)
- A városi önkormányzat hatásköre Magyarországon 1686-1848 (1989)
- Magyarország története 1938-1990 (1993)
- Városi bíráskodás Magyarországon 1686-1848 (1996)